# Nuncjatura Apostolska w Nikaragui
Nuncjatura Apostolska w Nikaragui – misja dyplomatyczna Stolicy Apostolskiej w Republice Nikaragui. Siedziba nuncjusza apostolskiego mieści się w Managui.
Nuncjusz apostolski pełni tradycyjnie godność dziekana korpusu dyplomatycznego akredytowanego w Nikaragui od momentu przedstawienia listów uwierzytelniających.

## Historia
W 1938 papież Pius XI utworzył Nuncjaturę Apostolską w Nikaragui. Dotychczas kontakty z tym państwem znajdowały się w gestii Nuncjatury Apostolskiej w Kostaryce, Nikaragui i Panamie.

## Nuncjusze apostolscy w Nikaragui
- abp Carlo Chiarlo (1938 - 1941) Włoch; jednocześnie nuncjusz apostolski w Kostaryce i Panamie
- abp Luigi Centoz (1941 - 1947) Włoch; jednocześnie nuncjusz apostolski w Kostaryce i Panamie
- abp Liberato Tosti (1948 - 1949) Włoch; jednocześnie nuncjusz apostolski w Hondurasie
- abp Antonio Taffi (1950 - 1958) Włoch; jednocześnie nuncjusz apostolski w Hondurasie
- abp Sante Portalupi (1959 - 1967) Włoch; jednocześnie nuncjusz apostolski w Hondurasie
- abp Lorenzo Antonetti (1968 - 1973) Włoch; jednocześnie nuncjusz apostolski w Hondurasie
- abp Gabriel Montalvo Higuera (1974 - 1979) Kolumbijczyk; jednocześnie nuncjusz apostolski w Hondurasie
- abp Andrea Cordero Lanza di Montezemolo (1980 - 1986) Włoch; jednocześnie nuncjusz apostolski w Hondurasie
- abp Paolo Giglio (1986 - 1995) Maltańczyk
- abp Luigi Travaglino (1995 - 2001) Włoch
- abp Jean-Paul Gobel (2001 - 2007) Francuz
- abp Henryk Józef Nowacki (2007 - 2012) Polak
- abp Fortunatus Nwachukwu (2012 - 2017) Nigeryjczyk
- abp Waldemar Sommertag (2018–2022) Polak